# Licet multa
Licet multa (en español, "Aunque muchos [hechos funestos]") es la octava encíclica del papa León XIII, publicada el 3 de agosto de 1881 y dirigida a los obispos de Bélgica, y en la que trata de la situación de la iglesia en ese país.

## Contexto histórico
La independencia de Bélgica del Reino de los Países Bajos en 1830 supuso también para los católicos la libertad de culto, superando el regalismo al que le sometía el regalismo de la Casa de Orange. Por esto la Constitución aprobada en 1931 fue bien recibida por los sectores católicos-liberales y dio lugar a un periodo de acuerdo entre católicos y liberales, aunque esta concordia se rompió en 1947, con el acceso al poder de los liberales 1847 que reprochaban a los católicos que su adhesión a la constitución era solo táctica.
Esto dio lugar a tensiones entre los católicos, pues los conservadores defendían un concepto de estado rígidamente confesional, algo opuesto a la Constitución belga, mientras que los católicos liberales buscaban soluciones más viables que, entre otros frutos, asegurasen una educación católica a sus hijos.
Una locución de León XIII en marzo de 1879, debería haber puesto fin a esta disputa:

La Constitución belga consagra algunos principios que Nos, como Papa, no podemos aprobar; pero la situación del catolicismo en Bélgica, después de la experiencia de medio siglo, demuestra que, en el presente estado de la sociedad moderna, el sistema de libertad establecido en este país es el más favorable a la Iglesia; los católicos belgas no solo deben abstenerse de atacar a la Constitución, sino que deben también defenderla,

Sin embargo, tal como recoge la encíclica, esa tensión entre los católicos no desapareció, y el papa, a través de ella, expone los criterios por los que, aún considerando que esta no es la solución ideal, debe aceptarse el marco que proporciona la Constitución belga para la actuación de los católicos.
Los católicos belgas habían manifestado durante todo este tiempo la unidad con Roma, la universidad de Lovaina había defendido la infalibilidad papal, y el cardenal Deschamps. primer destinatario de la encíclica, así la votó en el Concilio Vaticano Por otra parte, la llegada a los liberales al poder en 1878, llevó consigo el establecimiento de una enseñanza primaria neutra en todos los ayuntamientos, pero los católicos lograron crear una amplia red de escuelas libres, con formación católica; además la llamada a la unidad esta encíclica tuvo sus frutos, y los católicos unidos en las elecciones consiguieron la mayoría en 1884, sin perderla hasta 1919.

## Contenido de la encíclica
Empieza el papa la encíclica contrastando los problemas que en ese tiempo ha sufrido la Iglesia en Bélgica, con la respuesta de unidad con Roma de lo católicos.

Licet multa postremis hisce temporibus, in Belgio contigerint rei catholicae perniciosa, quae animum Nostrum magno dolore affecerunt, solatium tamen consolationemque percepimus ex multis constantis amoris fideique testimoniis a catholicis Belgii viris Nobis exhibitis, quoties opportuna se se offerret occasio
Aunque en los últimos tiempos han ocurrido en Bélgica muchos hechos funestos para el catolicismo, que han causado profundo dolor a Nuestra alma, sin embargo hemos encontrado alivio y consuelo en los numerosos testimonios de fe y de amor tenaz que Nos han ofrecido los católicos belgas siempre que. se presentó la oportunidad.

Tras alabar el celo pastoral del cardenal, arzobispo de Malinas y primado de Bélgica, muestra su preocupación por las tensiones que existente entre los católicos, conociendo bien que tienen su origen en las dificultades exteriores, insiste en la importancia que tiene mantener la unidad y la concordia de unos con otros. Por exhorta a todos los católicos para evitar las discusiones sobre el modo de actuar en la vida pública que surgen de la necesidad u oportunidad de conformar las formas recientes de gobierno, basadas en los principios de una nueva ley, a la norma de la doctrina católica..
En este sentido el papa manifiesta su deseo de que la sociedad se ordene según la ética cristiana, y que ella informe las instituciones civiles; recuerda que así lo ha aclarado desde el comienzo de su pontificado, y después en la encíclicas escritas contra los errores del socialismo y sobre el poder político. Sin embargo, si un católico quiere trabajar por el bien común de un modo útil, ha de meditar bien cómo actuar, tal como hace la Iglesia.

En efecto, aunque con inalterable firmeza protege la integridad de las doctrinas celestiales y de los principios de justicia, y emplea todas sus energías para que estos mismos principios regulen los actos privados, las instituciones públicas y las costumbres; no obstante tiene un conocimiento correcto de los hechos, lugares y de los tiempos; y muchas veces, como suele suceder en los asuntos humanos, se ve obligada a tolerar ciertos males que difícilmente pueden ser evitados sin dar lugar a males y trastornos más graves.

Por lo demás, en las controversias que puedan presentarse hay que respetar los límites que impone la justifica y la caridad; y en ningún caso acusar temerariamente de error a los que ocupan en la iglesia puestos de dignidad y autoridad; por esto el papa lamenta especialmente las acusaciones que ha sufrido el primado.  
Por todo esto pide a los obispos de Bélgica, a quienes dirige la encíclica, que se empeñen en la educación de la juventud para que se mantengan unidos en pensamiento a la autoridad de la Sede Apostólica; cuidando que, en las cuestiones en que caben diversas opiniones, esa diversidad no rompa la unidad y armonía de unos con otros, Recuerda los preceptos, especialmente dirigidos a los teólogos e investigadores, que transmitió Benedicto XIV en su constitución apostólica Sollicita ac provida, de modo que, como Santo Tomás de Aquino en sus estudios y escritos, utilicen siempre un estilo sosegado tanto al enseñar como al debatir con los que tienen opiniones distintas. 
El papa toma ocasión de esta alabanza al Aquinate para recordar cómo él mismo y el cardenal promovieron que los estudios en la Universidad de Lovaina, se desarrollasen de acuerdo con el pensamiento de Santo Tomás; y pide al cardenal: 

persistid en las empresas comenzadas y vigilad asiduamente para que en la misma Academia las copiosas fuentes de la filosofía cristiana, que brotan de las obras de Santo Tomás de Aquino, se viertan en los oyentes de modo copioso y rico, y sean llevadas a fecundar todas las demás disciplinas. En esta labor nunca permitiremos que os falte ni nuestro consejo ni nuestra intervención, en caso de ser necesario.